# Ivan Strinić
Ivan Strinić, né le 17 juillet 1987 à Split en Yougoslavie (aujourd'hui en Croatie), est un ancien footballeur international croate qui évoluait au poste de latéral gauche.

## Biographie

### Carrière en club
Ivan Strinić est formé dans sa ville natale au Hajduk Split. Il quitte le club en 2006 pour signer son premier contrat professionnel avec Le Mans UC 72. Cette période s'avère peu concluante et le club français ne le retient pas. Il retourne en Croatie dans un club de milieu de tableau, Hrvatski Dragovoljac. Il y fera une bonne saison et sera régulièrement titularisé ce qui lui permettra de retourner dans son club formateur dès 2008. Son club ne réussira pas à détrôner le Dinamo Zagreb, et ne parvient à décrocher qu'une coupe de Croatie.
Malgré tout, il se fait une réputation de latéral habile. Arrivé en fin de contrat en janvier 2011, il est contacté par Lille, mais s'engage finalement en Ukraine avec le Dnipro Dnipropetrovsk.
Le 5 janvier 2015, son contrat ayant expiré avec le club ukrainien en fin d'année 2014, il est embauché par Naples, signant un contrat jusqu'en 2019. Il choisit le maillot numéro « 3 ». Il fait ses débuts avec les Azzurri en championnat le 18 janvier 2015, contre la Lazio à Rome, match gagné 1-0 par l'équipe napolitaine. Quatre jours plus tard, il débute aussi en Coupe d'Italie lors du huitième de finale gagné aux tirs au but contre l'Udinese.

### En sélection
Ivan Strinić, du fait de son exil en France, puis de sa faible exposition au Hrvatski Dragovoljac, a peu eu l'occasion de jouer avec les équipes espoirs de la Croatie.
C'est au cours de l'année 2010 qu'il connaît sa première sélection. Il finit par vite s'imposer, et bénéficie de la carence de joueurs à ce poste pour être rapidement considéré comme titulaire aux yeux de Slaven Bilić, un autre natif de Split. Sélectionné pour jouer la Coupe du monde 2018, il est titulaire durant la compétition qui voit la Croatie réaliser le meilleur parcours de son histoire, en s'inclinant en finale face à la France.

## Statistiques
| Saison                | Club                  | Championnat           | Championnat | Championnat | Coupe(s) nationale(s) | Coupe(s) nationale(s) | Supercoupe | Supercoupe | Compétition(s) continentale(s) | Compétition(s) continentale(s) | Compétition(s) continentale(s) | Croatie | Croatie | Total | Total |
| Saison                | Club                  | Division              | M.          | B.          | M.                    | B.                    | M.         | B.         | Comp.                          | M.                             | B.                             | M.      | B.      | M.    | B.    |
| 2008-2009             | Hajduk Split          | Prva HNL              | 17          | 0           | -                     | -                     | -          | -          | C3                             | 3                              | 1                              | -       | -       | 20    | 1     |
| 2009-2010             | Hajduk Split          | Prva HNL              | 22          | 4           | 5                     | 0                     | -          | -          | C3                             | 1                              | 0                              | 3       | 0       | 31    | 4     |
| 2010-2011             | Hajduk Split          | Prva HNL              | 12          | 0           | -                     | -                     | 1          | 0          | C3                             | 9                              | 0                              | 4       | 0       | 26    | 0     |
| Sous-total            | Sous-total            | Sous-total            | 51          | 4           | 5                     | 0                     | 1          | 0          | -                              | 13                             | 1                              | 7       | 0       | 77    | 5     |
| 2010-2011             | FK Dnipro             | Premier League        | 6           | 2           | -                     | -                     | -          | -          | -                              | -                              | -                              | 2       | 0       | 8     | 2     |
| 2011-2012             | FK Dnipro             | Premier League        | 24          | 2           | 2                     | 0                     | -          | -          | C3                             | 1                              | 0                              | 8       | 0       | 35    | 2     |
| 2012-2013             | FK Dnipro             | Premier League        | 23          | 0           | 3                     | 0                     | -          | -          | C3                             | 9                              | 0                              | 12      | 0       | 47    | 0     |
| 2013-2014             | FK Dnipro             | Premier League        | 24          | 0           | -                     | -                     | -          | -          | C3                             | 4                              | 0                              | 2       | 0       | 30    | 0     |
| 2014-2015             | FK Dnipro             | Premier League        | 8           | 0           | 2                     | 0                     | -          | -          | C3                             | 6                              | 0                              | 1       | 0       | 17    | 0     |
| Sous-total            | Sous-total            | Sous-total            | 85          | 4           | 7                     | 0                     | -          | -          | -                              | 20                             | 0                              | 25      | 0       | 137   | 4     |
| 2014-2015             | SSC Naples            | Serie A               | 9           | 0           | 2                     | 0                     | -          | -          | -                              | -                              | -                              | -       | -       | 11    | 0     |
| 2015-2016             | SSC Naples            | Serie A               | 5           | 0           | 2                     | 0                     | -          | -          | C3                             | 6                              | 0                              | 5       | 0       | 18    | 0     |
| 2016-2017             | SSC Naples            | Serie A               | 12          | 0           | 3                     | 0                     | -          | -          | C1                             | -                              | -                              | 1       | 0       | 16    | 0     |
| Sous-total            | Sous-total            | Sous-total            | 26          | 0           | 7                     | 0                     | -          | -          | -                              | 6                              | 0                              | 6       | 0       | 45    | 0     |
| 2017-2018             | UC Sampdoria          | Serie A               | 17          | 0           | 1                     | 0                     | -          | -          | -                              | -                              | -                              | 10      | 0       | 28    | 0     |
| Sous-total            | Sous-total            | Sous-total            | 17          | 0           | 1                     | 0                     | -          | -          | -                              | -                              | -                              | 10      | 0       | 28    | 0     |
| 2018-2019             | AC Milan              | Serie A               | -           | -           | -                     | -                     | -          | -          | -                              | -                              | -                              | -       | -       | 0     | 0     |
| Sous-total            | Sous-total            | Sous-total            | -           | -           | -                     | -                     | -          | -          | -                              | -                              | -                              | -       | -       | 0     | 0     |
| Total sur la carrière | Total sur la carrière | Total sur la carrière | 179         | 8           | 20                    | 0                     | 1          | 0          | -                              | 39                             | 1                              | 48      | 0       | 287   | 9     |